# Victor Campbell
Victor Lindsay Arbuthnot Campbell DSO & Bar, OBE (* 20. August 1875 in Brighton; † 19. November 1956 in Corner Brook, Neufundland) war ein britischer Marineoffizier und Polarforscher in der Antarktis.

## Leben

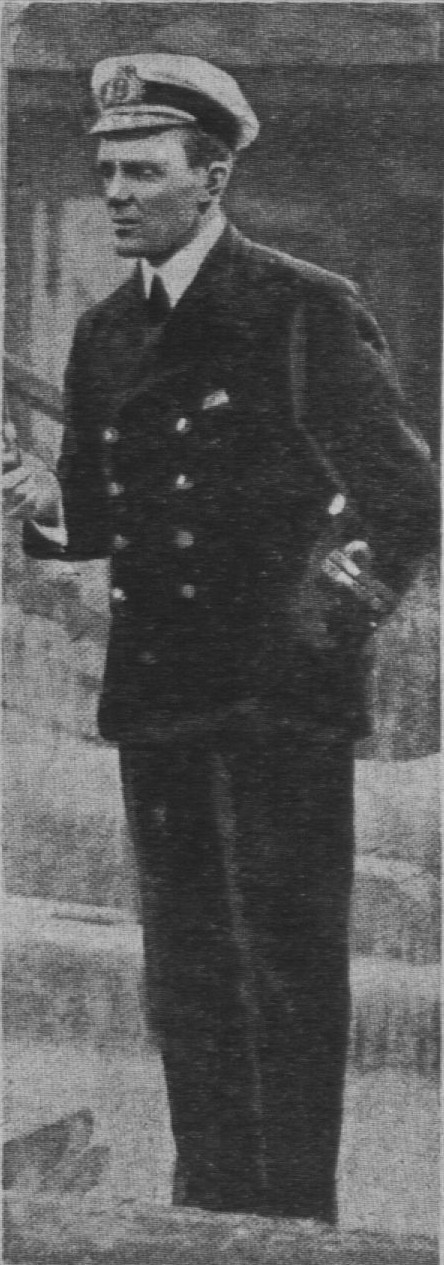
Victor Campbell (um 1912)

Campbell wurde 1875 als zweiter Sohn von Hugh Campbell and Lucy Eleanor Archer in Brighton geboren.

### Terra-Nova-Expedition
Bei der 1910 beginnenden Terra-Nova-Expedition unter Robert Falcon Scott war er Erster Offizier. In dieser Funktion leitete er nach der Ankunft in der Antarktika 1911 die aus sechs Mann bestehende sogenannte „Eastern party“ zur Erkundung und Erforschung im König-Edward-VII-Land im Osten des Ross-Schelfeises. Am 26. Januar 1911 verließ die Gruppe an Bord der Terra Nova die Basis in Richtung Osten. Da kein geeigneter Landeplatz an der Küste des König-Edward-VII.-Lands gefunden werden konnte, entschied sich Campbell in Richtung Victoria Land zu fahren. Auf dem Rückweg nach Westen traf Campbell in der Bay of Whales die norwegische Südpol-Expedition unter Roald Amundsen.
Campbell kehrte nach Kap Evans zurück, um Scott von Amundsen Anwesenheit zu informieren. Campbells Gruppe wurde in „Northern party“ umbenannt und schiffte sich erneut ein, um nahe Kap Adare in der Robertson Bay an Land zu gehen. Eine Hütte zur Überwinterung wurde errichtet. Allerdings ließen die Seeeis-Bedingungen im Sommer 1911/12 die meisten geplanten Expeditionen nicht zu.
Im Januar 1912 nahm die Terra Nova auf ihrer Rückkehr von Neuseeland die Gruppe, bestehend aus Campbell, Raymond Priestley, George Murray Levick, George Percy Abbott, Harry Dickason und Frank Vernon Browning, wieder auf und setzte sie in Evans Cove erneut ab. Evans Cove liegt 400 km südlich Kap Adare, aber immer noch 320 km nordwestlich der Basisstation an Kap Evans. Obwohl Campbell nur noch Rationen für etwa sechs Wochen hatte, wurden zunächst in etwa zwei Wochen die von Priestley geführten geologischen Studien beendet. Man ging davon aus, dass es gelingen würde, die Gruppe wie vereinbart im Februar per Schiff wieder aufzunehmen. Jedoch konnte die Terra Nova aufgrund schweren Packeises nicht bis zu ihr vordringen, so dass Campbells Gruppe zu einer weiteren Überwinterung gezwungen war. Die Gruppe baute eine Eishöhle auf Inexpressible Island und verbrachte den Winter unter widrigen Bedingungen, wobei sie sich von Robben und Pinguinen ernährte. Am 30. September brach sie in Richtung Kap Evans auf, was sie am 7. November nach einem Marsch von über 300 km über das Seeeis erreichte.
Als nach dem Tod von Scotts Südpol-Gruppe letzter zu diesem Zeitpunkt überlebender Seeoffizier übernahm Campbell für die letzten Wochen das Kommando über die Terra-Nova-Expedition.

### Spätere Jahre und Ehrungen
Im Ersten Weltkrieg kämpfte Campbell als Kommandeur des 1st (Drake) Battalion der Royal Naval Division in der Schlacht von Gallipoli, bei den Dardanellen, wo er den Distinguished Service Order (DSO) erhielt, und in der Skagerrakschlacht. 1918 nahm er an Bord des Zerstörers Warwick an dem Versuch der Blockade des deutschen U-Boot-Stützpunkts im Hafen von Zeebrugge teil. Im weiteren Dienst in der Dover Patrol rammte Campbell mit seinem Schiff ein deutsches U-Boot und versenkte es, wofür er ein weiteres Mal mit dem DSO ausgezeichnet wurde. Campbell erreichte in der Royal Navy den Rang eines Captain.
Im Winter 1918–19 wurde Campbell auf Empfehlung von Ernest Shackleton in Murmansk stationiert, um die britischen Truppen während der Intervention der Entente-Mächte im Russischen Bürgerkrieg in der Nutzung von Ausrüstung für die arktischen Breiten zu unterrichten. Hierfür erhielt er das Offizierskreuz des Order of the British Empire (OBE).
Campbell wanderte 1922 nach Neufundland aus, wo er 1956 in Corner Brook verstarb.
Seine Tagebücher aus der Zeit in der Antarktis wurden 1988 bei Erskine herausgegeben.

## Werke
- The Wicked Mate: The Antarctic Diary of Victor Campbell. hrsg. von H.G.R. King., Erskine Press, 1988 ISBN 978-1-85297-071-0